# Милинко Кушић
Милинко Кушић (Свештица, код Ивањице, 8. април 1912 — Мајкић Јапра, код Санског Моста, 24. март 1943), учесник Народноослободилачке борбе и народни херој Југославије.

## Биографија

### 1912-1930.
Рођен је 8. априла 1912. године у селу Свештици, код Ивањице, у кући Драгомира Поповића. Мајка Милица је умрла седам дана након порођаја, а отац Радован је умро 1913. као војник у Штипу. Милинка су по очевој смрти прихватили деда и баба по мајци - Млађен и Перса Поповић из Свештице. Основну школу и нижу гимназију похађао је у Ивањици, а вишу гимназију у Чачку. Истицао се као добар ђак, занимала га је књижевност, а писао је и сам. Као ученик седмог разреда гимназије у Чачку 1930. године добио је прву награду на конкурсу међународне организације старих ратника из Париза „FIDAC“, за најбоље обрађену тему „Шта мислим о миру и како замишљам срећу коју он пружа човечанству“. На конкурсу су учествовали многи гимназијалци из Краљевине Југославије и других земаља. Министарство просвете је послало његов састав као најбољи у Париз. У лето 1930. Милинко Кушић је добио седмодневно наградно путовање за Париз, о трошку ФИДАК-а. Приликом боравка у Паризу примљен је од стране тадашњег председника Француске Гастона Думерга који му је уручио велику златну медаљу.

### 1931-1940.
После завршетка средње школе уписао се на Београдски универзитет, где је студирао на Филозофском (1931-1935) и Правном факултету (1936-1938). На Филозофском факултету Кушић је студирао српскохрватски језик и југословенску књижевност. Апсолвирао је у редовном року у летњем семестру 1935. Мада је био вредан и добар студент, студије на овом факултету није окончао. Почев од 1932. испољава значајну активност у студентским удружењима и запажену улогу у свим активностима Револуционарног студентског покрета на Београдском универзитету. Члан Комунистичке партије Југославије (КПЈ) постао је 1936. године. Постоје индиције да се Кушић на Правни факултет уписао по задатку Партије. Као апсолвент није имао право да буде члан студентских удружења па се, да би и даље деловао у покрету, уписао на Правни факултет. У Ивањици, за време летњег распуста 1937, Кушић говори против режима на једном протестном збору поводом Конкордата. Због тога је био ухапшен и држан у затвору седам дана. После полицијске провале организације КПЈ на Универзитету 1938. за Кушићем бива расписана потерница. Извесно време се прикривао, али се по директиви Партије пријавио Државном суду за заштиту државе. Тако је избегао тортуру Главњаче, али не и истражни затвор на Ади Циганлији, у који је упућен 16. августа 1938. и у коме је остао три месеца. Државни суд за заштиту државе га је 17. новембра 1938. године осудио на годину дана робије због "чланства у Комунистичкој партији Југославије и пропаганде за промену политичког и социјалног поретка у држави насиљем и терором." По изрицању пресуде Кушић је упућен у казнионицу за политичке осуђенике у Марибору, где је остао до 16. августа 1939. године. По изласку са робије, прогнан је у родну Свештицу крај Ивањице. У децембру 1939. по налогу Партије илегално прелази у Ниш како би у својству инструктора Покрајинског комитета КПЈ за Србију наставио политички рад. Полиција у јануару 1940. расписује потерницу за Кушићем.
У марту 1940. полиција га проналази и хапси код ујака Добросава Поповића у Нишу, где се скривао. Државни суд за заштиту државе осуђује га 31. маја 1940. због "ширења комунистичке пропаганде и угрожавања јавног поретка" на казну робије у трајању од једне године и три месеца. Робију је издржавао у Сремској Митровици.

### 1941-1943.
Влада Душана Симовића одлучила је на седници од 12. априла 1941. године да се пусте на слободу сви политички осуђеници који су издржавали казне на основу Закона о заштити државе. Из митровачке казнионе Милинко Кушић се враћа у Ивањицу.
Активни је организатор народног устанка у ужичком крају. Када је јула 1941. године формиран Ужички партизански одред, Милинко Кушић је именован за његовог политичког комесара, а касније за члана Главног штаба НОП одреда Србије. Као политички комесар Ужичког одреда и члан Главног штаба Србије дао је велики допринос стварању и раду Ужичке републике.
Под снажним налетом окупаторских снага, познатим као „Прва непријатељска офанзива” ова територија је поново окупирана, а партизанске снаге су се морале повући у Санџак. На ослобођеној територији чији је центар била Нова Варош Кушић је радио на сређивању јединица и њиховом организацијском јачању. Кад је стабилизован фронт на Увцу, Кушић је са Петром Стамболићем, Љубодрагом Ђурићем и Љубишом Урошевићем члан Српско-санџачког штаба. У својим мемоарима Милован Ђилас о Милинку Кушићу пише:
Чуо сам био раније о њему - био је уочи рата на робији, а у устанку комесар Ужичког одреда. Али сам га упознао тек у Новој Вароши. Зближили смо се, тако рећи, на први поглед: мене је њему привукла његова фина интелигенција и ироничност која није презала пред табуима. Његово бледо, окошто лице с тамним очима, истањеним носом и подругљиво стиснутим уснама подсећало је на гравире Робеспјера или Сен-Жиста. Био је предузимљив, промишљено одважан али и опор - према себи не мање него према другима. Наметао се старешинама, али не надменошћу и функцијом, него упорношћу и знањем - ваљда га је та потајна, спонтана ауторитарност навела да се удубљује и у оперативне детаље. Кушић се није подавао рутини и инвенцији, случајностима и безизлазностима - можда нас је баш то најдубље и повезало.
Када је 1. марта 1942. године у Чајничу формирана Друга пролетерска ударна бригада, Милинко Кушић је именован за њеног политичког комесара и члана штаба бригаде. У циљу што бољег и ефикаснијег командовања јединицама Врховни штаб НОВ и ПОЈ делегирао је своје чланове у поједине штабове и команде. Они су, будући да су били чланови Врховног штаба, а неки и Политбироа КПЈ, имали у придатим штабовима неограничена војна и политичка овлашћења. Тако је Друга пролетерска ударна бригада, још пре званичног проглашења у бригаду, добила званичног представника, члана Врховног штаба и члана Политбироа КПЈ Милована Ђиласа. Са Другом пролетерском бригадом Кушић је прошао борбе у источној Босни, на Романији, у Санџаку, Црној Гори, Херцеговини и западној Босни. У јулу 1942, за време борби у сектору Доњег Вакуфа и Бугојна, долази до сукоба између штаба Друге пролетерске ударне бригаде и Милована Ђиласа по питању ангажовања бригаде у акцији напада на Бугојно. Ђилас је Другу пролетерску бригаду прогласио за пљачкашку јединицу а штаб бригаде оптужио да допушта пљачку. У свом извештају Врховном штабу од 20. јула 1942. Ђилас пише:
У самом Штабу бригаде, како рекох, стање је нездраво. Говорићу о сваком појединцу посебно. […] Друг Кушић је радан и храбар човјек. Али та његова радиност је понекад од штете. Кушића нико не воли. Он се нездраво односи према Ђурићу. Наиме, како се некад читав овај штаб злурадо односио према Софијанићевим грешкама, што је дакако омогућавало истоме да чини грешке, у таквом се положају данас нашао Ђурић, који безвољно, поспано реагира на догађаје. Тачно је да се држање појединих чланова штаба, а у првом реду Кушића, што је упркос свему констатовано на сједници штабске ћелије, своди на саботирање чак и оваквог команданта. […] Другарица Цана је потпуно подбацила. […] Осјећају се код ње црте саможивости и, као и код Кушића, неко чврсто држање за положај, да их ко с њега не стјера. […] Кушића треба потпуно повући из Штаба […]
Крајем августа 1942. године, након ослобођења Мркоњић Града, извршене су велике кадровске измене у Другој пролетерској ударној бригади. По одлуци Врховног штаба Кушић је 25. августа 1942. отишао из Друге пролетерске бригаде. Саопштено му је да је постављен за руководиоца Политодела Прве крајишке бригаде. Врховни штаб своју одлуку о смењивању штаба бригаде није доносио само на бази Ђиласовог извештаја већ и извештаја Политодела бригаде који се такође био „закачио" са члановима штаба бригаде, а нарочито са његовим политичким комесаром Кушићем. У извештају Политодела о стању у бригади и о њеном руководству се наводи следеће:
"Путем се пљачкало све почев од хране, одела и обуће. Према свему овоме су се другови из штаба односили либерално. На наше указивање на те појаве, одговарали су: Ви нисте упознати, итд. Другарица зам. политкома и политком се нису довољно бавили да ове ствари спрече. […] Штаб као целина а и посебице не одговара задацима који се пред бригаду постављају. У овоме предњачи друг Кушић који је својим радом изазвао не само борце него и политкоме батаљона."
Међутим, тадашњи командант Друге пролетерске ударне бригаде Љубодраг Ђурић, у свом сведочењу датом Средоју Урошевићу, наводи:
"Политички комесар Кушић је био један од најспособнијих и најуздигнутијих комуниста у бригади. Као руководилац имао је велико искуство, знање и упорност. И као такав сав се уносио у развитак бригаде — развитак њеног морално-политичког лика. Захтевао је пуно ангажовање и од својих сарадника. Сматрао је да члановима Политодела није место у штабу бригаде већ у њеним јединицама на помоћи у организовању идеолошког, политичког и културно-просветног рада са комунистима, скојевцима, борцима и народом. Такав његов отворен и директан став није одговарао њима, па се они и у свом извештају жале на њега. Отуда толики излив жучи."
Милован Ђилас у својим мемоарима одговорност за смену Кушића приписује Спасенији Цани Бабовић, тадашњој заменици политкома бригаде, која је "и према њему [Кушићу] ситничарила, све док није успела да га смене."
Након што је 2. септембра 1942. смртно рањен командант Прве крајишке ударне бригаде Ивица Марушић Ратко, Милинко Кушић је постављен за њеног новог команданта. Са Првом крајишком бригадом прошао је борбе са немачким, усташко-домобранским и четничким снагама у Босанској крајини и 25-одневне борбе на Мањачи; бригада је суделовала у ослобођењу Јајца септембра 1942. године и у Бихаћкој операцији од 2. до 4. новембра 1942. За успехе у Бихаћкој операцији Прва крајишка ударна бригада и њен командант Милинко Кушић су похваљени од Врховног штаба НОВ и ПО Југославије.
Кад је 9. новембра 1942. године формирана Четврта крајишка дивизија, Милинко Кушић је именован за њеног политичког комесара. Пишући о свом сусрету са Милинком Кушићем на улици у Бихаћу Милован Ђилас наводи:
Обрадовали смо се један другом. Ранковић је - делом и под мојим утицајем - издејствовао да Кушић буде постављен за комесара Четврте (крајишке) дивизије: произвођење, после стварног смењивања с дужности политкома Друге бригаде… Упитао сам га - да ли је задовољан. Осмехујући се значајно, Кушић ми је одговорио: Да, стварно сам задовољан…
У току Четврте непријатељске офанзиве, Четврта дивизија је водила најпре одбрамбене борбе на правцу Сански Мост–Босанска Крупа и успешно задржавала наступање непријатеља. Под веома тешким условима на планини Грмеч водила је жестоке борбе. Уз велике напоре и губитке дивизија се у борбама између 11. и 13. фебруара 1943. године пробила из окружења и тада учествовала у операцијама на Грмечу, у Подгрмечу и на Козари.
Као и велики број бораца, Милинко Кушић је оболео од пегавог тифуса и као тешки болесник извршио самоубиство, 24. марта 1943. године, у селу Мајкић Јапра, код Санског Моста. Сви други досад објављивани датуми Кушићеве смрти нису тачни. Извештавајући о овом трагичном догађају, командант Четврте крајишке дивизије Јосип Мажар Шоша навео је Штабу 1. корпуса:
Извјештавамо другарски штаб да је ноћас у 3 сата и 20 минута друг Милинко Кушић, политички комесар ове дивизије извршио самоубиство из свог парабелума-револвера. Друг Кушић лежао је болестан 2 дана са мјењајућом температуром до 41 C, највероватније од пјегавца. Лежао је у штабу и са њим је била дежурна болничарка и мали Крунић. Оружје је висило поред њега у кревету. Разводник страже и болничарка први су примјетили његову смрт по пуцњу. Болничарка је лежала на поду поред Кушића са малим Крунићем и на 10 минута прије убиства пошла је на упорно Кушићево наговарање да легне. И уз високе температуре Кушић је настојао да се одржи при свијести. Дивизијски љекари Алфред и Краус обилазили су Кушића, али се о дијагнози његове болести нису изјашњавали, ради симптома т.ј. одржавању при свијести, код највиших температура. Прилажемо Вам обавјест коју смо издали штабовима бригада. Како је смрћу друга Кушића настало низ проблема које треба ријешити, потребно је да дође у овај штаб један члан Вашег штаба. Данас послије подне ћемо извршити свечану сахрану друга Кушића…
У извештају штаба Првог босанског НОУ корпуса од 25. марта 1943. Врховном штабу НОВ и ПОЈ наведено је: "Кушић је извршио самоубиство у великој температури од тифуса."
Међутим, Љубодраг Ђурић сматра да је Кушић заправо извршио "протестно самоубиство":
После ових многих борби у Купрешком пољу, догодило се оно што је мене и читаву бригаду изненадило — а то је да су политички комесар бригаде Милинко Кушић и партијски руководилац бригаде Спасенија Цана Бабовић одстрањени из бригаде. У оно време то су биле најснажније личности у бригади, које су поштовали, волели и ценили сви припадници 2. пролетерске бригаде. И Сретен Жујовић Црни изнео је Титу своје мишљење — да не треба вршити никакве измене у штабу 2. пролетерске бригаде, али су превагнуле оптужбе Милована Ђиласа, те је 26. августа, у Гламочу, Тито донео ову неправедну и несретну одлуку. После извесног времена, поносни Милинко Кушић, као командант 1. крајишке бригаде, извршио је самоубиство из свог револвера у знак протеста због неправедне одлуке! У званично саопштење да се Кушић убио у бунилу ретко ко је веровао у 2. пролетерској бригади.
Немања Девић наводи да је "партизанска штампа, која је известила о Кушићевој смрти, прикрила и начин погибије и довела је у везу са непријатељском делатношћу".

## Почасти и наслеђе
Указом Председништва Антифашистичког већа народног ослобођења Југославије (АВНОЈ), 9. маја 1945. године, међу првим борцима Народноослободилачке војске, проглашен је за народног хероја Југославије.
Основна школа „Милинко Кушић” у Ивањици, од средине 50-их година 20. века, носи име овог народног хероја.